# Eugène Turpin

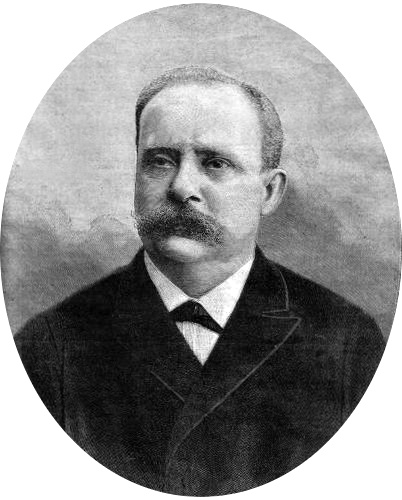
Eugène Turpin

François Eugène Turpin (* 1848 in Paris; † 24. Januar 1927 in Pontoise) war ein französischer Chemiker, der Sprengstoffe erforschte. Er lebte in Colombes, nahe Paris.
Er entdeckte die explosiven Eigenschaften der Pikrinsäure, die das erste detonierende, brisante Geschossfüllmittel war, und ab 1886 als Lyddit, Ekrasit, Schimose oder Melinit verwendet wurde.
Im Oktober 1896 fühlte er sich in Jules Vernes Roman Face au drapeau (Die Erfindung des Verderbens) verleumdet und strengte einen Prozess an. Verne wurde von Raymond Poincaré verteidigt und im Dezember 1896 in erster Instanz und im März 1897 in zweiter Instanz freigesprochen.